# Rockport (Waszyngton)
Rockport – jednostka osadnicza w Stanach Zjednoczonych, w stanie Waszyngton, w hrabstwie Skagit.